# Contrôleur permanent d'isolement
 (janvier 2018).
Si vous disposez d'ouvrages ou d'articles de référence ou si vous connaissez des sites web de qualité traitant du thème abordé ici, merci de compléter l'article en donnant les références utiles à sa vérifiabilité et en les liant à la section « Notes et références ».
Pour les articles homonymes, voir CPI.
Un contrôleur permanent d'isolement (CPI) est un appareil électrique (souvent électronique) permettant de détecter un défaut sur une installation de type IT (schéma de liaison à la terre). Ce dispositif est utilisé dans l'industrie (par exemple dans une fonderie, où un arrêt du four rendrait le métal solide, et la machine serait à remplacer) et dans les hôpitaux afin de limiter les coupures d'alimentation.

## Description
Il ne coupe pas l'alimentation en électricité de l'installation lors de la survenue d'un premier défaut d'isolement, mais uniquement en cas de deuxième défaut sur cette même installation. Ceci permet à la maintenance de réparer le premier défaut, sans avoir de perte de productivité ou d'interruption de service.
Il est aussi utilisé lors de l'utilisation d'un groupe électrogène car il n'est pas forcément connecté à une prise de Terre ce qui permet d'assurer la sécurité des personnes avec un SLT IT. Il permet d'éviter l'utilisation d'un DDR qui à le désavantage de créer des déclenchements intempestifs.
Les CPI peuvent également être utilisés sur des réseaux de tension continue, par exemple dans le cas d'installations photovoltaïques lorsqu'aucune des polarités des modules n'est reliée à la terre.

## Fonctionnement
Dans le régime IT, le neutre n'est pas relié à la terre (neutre isolé) ou est relié à la terre via une résistante élevée (neutre impédant). En cas de défaut (mise à la terre d'une phase), le CPI détecte le courant de fuite (neutre impédant) ou la tension résultante entre le neutre et la terre (neutre isolé) et génère une alarme (voyant sur le CPI qui peut être relayé par une alarme sur un automate).
Lors de la survenue d'un premier défaut, une alarme est levée mais le circuit d'alimentation n'est pas coupé. Ce n'est que lorsqu'un deuxième défaut apparaît que le système de sécurité se déclenche et coupe l’alimentation (On notera que si le deuxième défaut apparaît sur la même phase, cela n'a aucun impact, la sécurité des personnes et de l'installation est toujours assurée, et le système de coupure ne se déclenche pas).